# Hasan Guled Aptidon
Hasan Guled Aptidon, Hassan Gouled Aptidon (ur. 15 października 1916 w Lughaya, zm. 21 listopada 2006 w Dżibuti) – dżibutyjski polityk, premier Dżibuti od 18 maja do 12 lipca 1977, prezydent Dżibuti od 27 czerwca 1977 do 8 maja 1999.  

## Życiorys
Przedstawiciel Issów, jednej z dwóch głównych narodowości Dżibuti.
Wkrótce po objęciu władzy rozpoczął politykę dyskryminacji narodowościowej, usuwając Afarów z zajmowanych przez nich stanowisk i obsadzając ich Issami. W 1981 wprowadził w kraju system jednopartyjny z Ludowym Zgromadzeniem na rzecz Postępu jako jedynym legalnym ugrupowaniem politycznym. 
Po zakończeniu wojny domowej w 1991, dopuścił do przeprowadzenia w 1992 częściowo wolnych wyborów, w których udział mogły wziąć tylko cztery partie dopuszczone przez władze. Rządząca partia RPP wygrała wybory zdobywając wówczas 74% głosów, a Aptidon został ponownie wybrany na urząd prezydenta w 1993.
Aptidon ustąpił z urzędu w maju 1999, następcą został jego siostrzeniec Ismail Omar Guelleh.